# پنگوئن جزیره هانتر
پنگوئن جزیره هانتر (نام علمی: Tasidyptes hunteri) نام یک گونه از تیره پنگوئن است.